# Xanthonia vagans
Xanthonia vagans är en skalbaggsart som först beskrevs av J. L. Leconte 1884.  Xanthonia vagans ingår i släktet Xanthonia och familjen bladbaggar. Inga underarter finns listade i Catalogue of Life.